# Rusalka (1910.)
Rusalka (rus. "Русалка") - ruski film redatelja Vasilija Gončarova.

## Radnja
Film je zasnovan na predstavi Rusalka Aleksandra Puškina.

## Uloge
- Vasilij Stepanov
- Aleksandra Gončarova
- Andrej Gromov

## Vanjske poveznice
- Rusalka na Kino Poisk